# ماتس يوهانسون (متسابق يخت)
ماتس يوهانسون هو متسابق يخت سويدي، ولد في 26 أغسطس 1956.

## وصلات خارجية
- ماتس يوهانسون على موقع أوليمبيديا (الإنجليزية)
- ماتس يوهانسون على موقع اللجنة الأولمبية السويدية (السويدية)